# BEAST (バンド)
BEASTは日本のロックバンド。1997年結成。2003年解散、2016年再結成。
自主イベント「BEAST CITY」の主催などライブ活動を行う。楽曲をより向上させる為、1999年5月に行われた目黒鹿鳴館でのライブを最後にライブ活動を休止し作曲、編曲などデビュー準備期間を設けた。
2000年にYOSHIKI(X JAPAN)プロデュースによるレコーディングをロサンゼルスで行い、7月26日にメジャーデビューシングル「LR-7」をリリース。
同年7月28日にフジロックフェスティバルに参加。
2016年4月3日 BEAST復活LIVE " BLOODTIME "を高田馬場CLUB PHASEで行う。
2016年10月14日、X JAPAN主催のVISUAL JAPAN SUMMIT 2016に出演。

## メンバー
- Guitar：BB（BACHI BLUE）
- Bass：AKIILA

### 旧メンバー
- Vocal：gobadbrain
- Guitar：NAGANO
- Drums：梅田一哉
- Drums：MUDGUY
- Drums：Miramatsu
- Drums：TETSUJI

## ディスコグラフィー

### シングル
1. LR-7（2000年7月26日）
2. Chemical(2000年11月22日）
3. VISION(2001年4月11日)

### アルバム
1. IMagination∞lenS(2001年5月9日)
2. BLOOD 4 BLOOD（2019年1月14日）

### EP
1. Super Skunk Boooootleg ～ Are you fighting?(2003年6月6日)
2. BLOODINBLOODOUT（2017年8月23日）
3. BLOODMUSIQ（2018年1月29日）
4. BLOODSECRETSOCIETY（2018年8月25日）

### 映像作品
1. BLOODFILM（2019年1月14日）

### 参加作品
1. LIGHTNING&THUNDER　5.SPIRAL CAVE　(1998年10月1日)